# 서브립
서브립(SubRip)은 자막을 리핑(추출)하는 윈도우용 소프트웨어 프로그램이다. 자유 소프트웨어이며, GNU GPL로 출시된다. 또, 서브립은 이 소프트웨어가 만든 자막 텍스트 파일 포맷의 이름이기도 하다. 확장자는 .srt이다.

## 서브립 텍스트 파일 구조
마트료시카 멀티미디어 컨테이너 포맷 웹사이트에 보고된 서브립 파일 포맷은 모든 자막 포맷의 기초일 가능성이 있다. 서브립(서브립 텍스트) 파일은 .srt라는 확장자를 가지며 빈 줄로 구별된 그룹의 플레인 텍스트의 서식화된 줄들을 포함하고 있다. 자막은 연속된 숫자로 나열되며, 1부터 시작한다. 사용되는 타임코드 포맷은 시간:분:초,밀리초이다.
예:
168
00:20:41,150 --> 00:20:45,109
- How did he do that?
- Made him an offer he couldn't refuse.

### 서식
이 포맷은 비공식적으로 매우 기초적인 텍스트 서식을 갖고 있으며, 처리하는 응용 프로그램에 따라 이를 해석할 수도 무시할 수도 있다.
서식은 굵게, 기울임, 밑줄, 색에 대한 HTML 태그에서 가져왔다.:
- 굵게 – <b> ... </b> or {b} ... {/b}
- 기울임 – <i> ... </i> or {i} ... {/i}
- 밑줄 – <u> ... </u> or {u} ... {/u}
- 글꼴 색 – <font color="color name or #code"> ... </font> (HTML에서처럼)

내재된 태그를 사용할 수 있으며, 일부 구현체들은 줄이 완성된 서식만을 선호한다.

### 호환성
서브립 .srt 파일 형식은 대부분의 소프트웨어 비디오 플레이어에서 지원된다. 직접 자막 재생을 지원하지 않는 윈도우용 소프트웨어 비디오 플레이어의 경우, VSFilter DirectX 필터를 사용하면 서브립과 기타 자막 포맷을 보여줄 수 있다. 서브립 포맷은 수많은 자막 제작/편집 도구와 일부 하드웨어 홈 미디어 플레이어에 의해 지원된다. 2008년 8월, 유튜브는 "클로즈드 캡션" 옵션으로 플래시 비디오 플레이어의 자막 지원을 추가했으며, 콘텐츠 생산자들은 서브립 포맷으로 자막을 올릴 수 있다.

## 같이 보기
- 클로즈드 캡션
- 타임드 텍스트
- Avidemux

## 참고 문헌
- Thaureaux, Thierry (2007). 《DivX - Copiez vos vidéos sur CD (Nouvelle édition)》 (프랑스어). Herblain, FR: Editions ENI. 133–136쪽. ISBN 978-2-7460-3812-7.
- Zuggy, T.V. “SubRip home”. 《zuggy.wz.cz》. 2010년 8월 19일에 확인함.
- Zuggy, T.V (2005년 12월 8일). “SubRip 1.20/1.50b – DVD subtitles ripper”. 《zuggy.wz.cz》. 2010년 1월 10일에 확인함. (Software release page.)
- Zuggy, T.V (2007년 8월 1일). “News page”. 《zuggy.wz.cz》. 2009년 7월 2일에 확인함.
- Zuggy, T.V (2005년 6월 17일). “Guide: Ripping subtitles from video files using SubRip”. 《zuggy.wz.cz》. 2009년 7월 2일에 확인함.
- Xiao, Han; Wang, Xiaojie (2009년 3월 27일). 〈Constructing Parallel Corpus from Movie Subtitles〉.   Li, Wenjie; Mollá-Aliod, Diego. 《Proc. Int. Conf. on Computer Processing of Oriental Languages》. Hong Kong: Springer. 329–336쪽. doi:10.1007/978-3-642-00831-3_32. 2009년 7월 2일에 확인함.
- Chisholm, Wendy; May, Matt (2008). 《Universal design for Web applications》. O'Reilly Media. ISBN 978-0-596-51873-8. 2010년 6월 28일에 확인함.
- Bruegmann, Ulrich (2006). 《Divx R.t.f.m. – Divx 6》 (독일어). Lulu.com. ISBN 978-1-84728-676-5.